# Bagnolet
Bagnolet é uma comuna francesa, situada ao sul do departamento de Seine-Saint-Denis na região de Île-de-France.
Seus habitantes são chamados de Bagnoletais.

## Geografia

Localização geográfica da vila

A comuna situa-se nos subúrbios próximos da capital, no limite leste de Paris. Geograficamente, trata-se de uma depressão localizada entre as colinas de Romainville, Ménilmontant e Belleville. Bagnolet se situa a menos de 6 km em linha reta da Catedral de Notre-Dame de Paris. A comuna possui como limites as vilas de Paris, Montreuil, Les Lilas e Romainville.

## Toponímia
Existem duas possibilidades para o nome atual Bagnolet. A palavra pode ser originada do latim Balneolum, que remete à presença de água, de marés ou de mangues, ou então à palavra latina bannus, que significa banir, estar à margem de, que resultou na palavra banlieue em francês (periferia em português). Existem no total 5 localidades com este nome na França.

## História

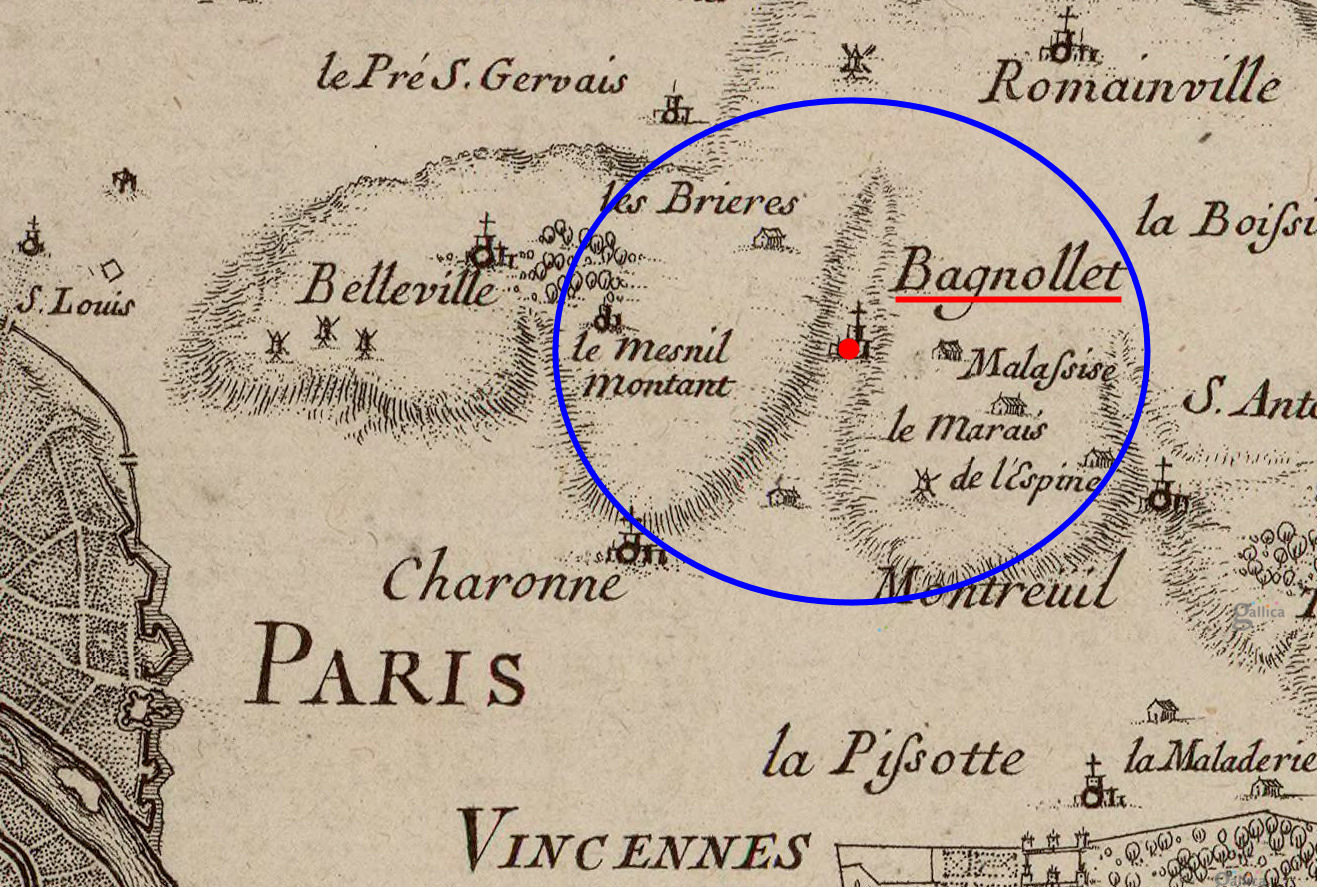
Menção à Bagnolet em Mapa do século XIV

Acredita-se que na localidade da atual igreja de Saint Leu e Saint Gilles em Bagnolet, já existisse uma pequena capela dedicada aos santos desde 1235. Porém, a primeira menção de Bagnolet conhecida de fato em nossos dias é um ato datado de 1256, lavrado pela abadia de Saint-Maur-des-Fossés, que possuía feudos na área da atual comuna. Até o século XII Bagnolet não estava, provavelmente, desassociada de Montreuil. O nome Bagnolet aparece anos mais tarde, no título de uma peça de teatro cômico, uma das mais célebres da Alta Idade Média, chamada Le Monologue du franc archer de Bagnolet, que conta de maneira cômica as aventuras de um soldado fanfarrão que circula pelos arredores de Paris, e que faz parte da milícia organizada pelo rei Carlos VII, milícia esta que permitiu à França reconquistar a Normandia dos Ingleses em 1448 .

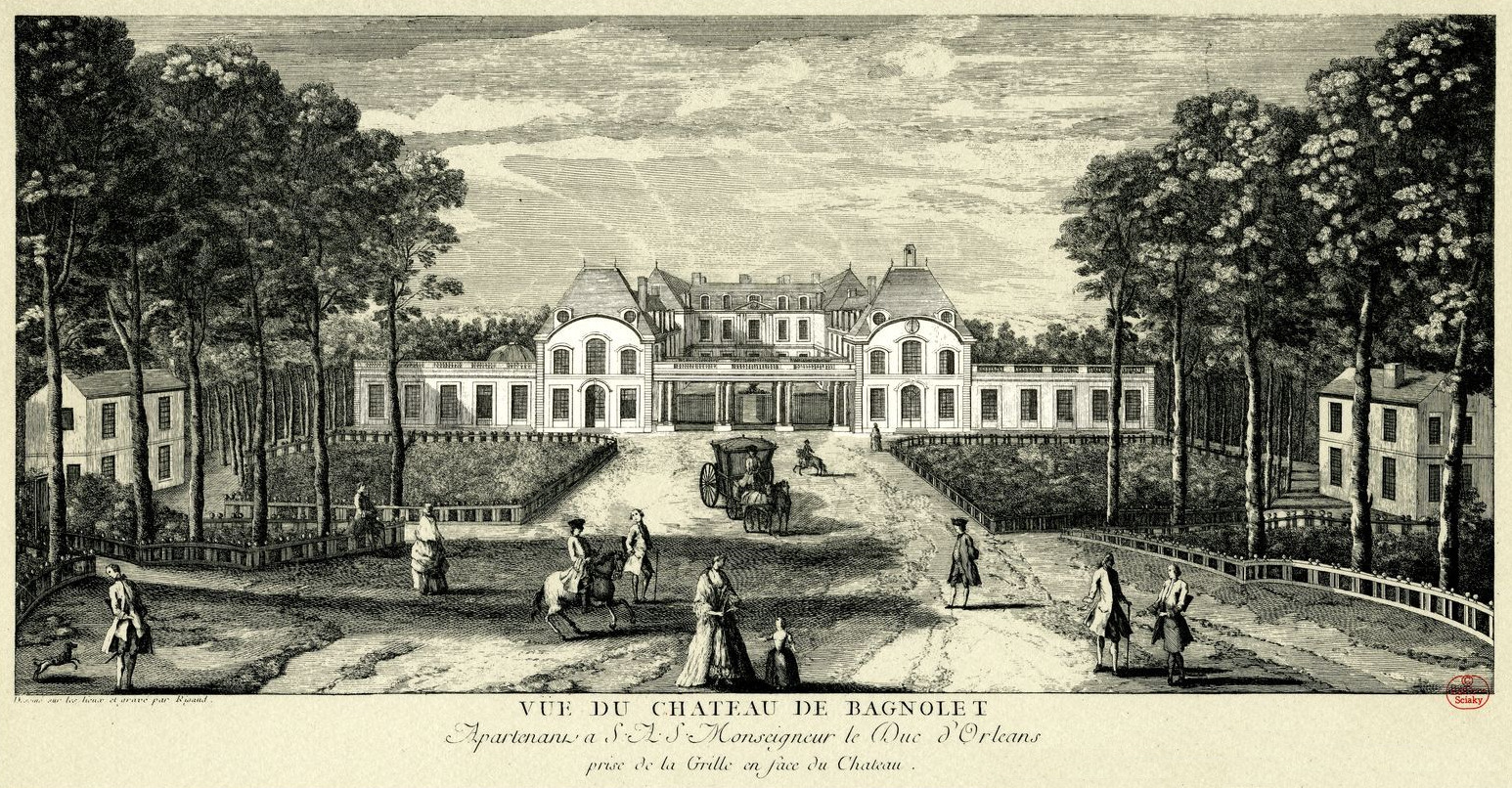
Vista do Château de Bagnolet no século XVIII

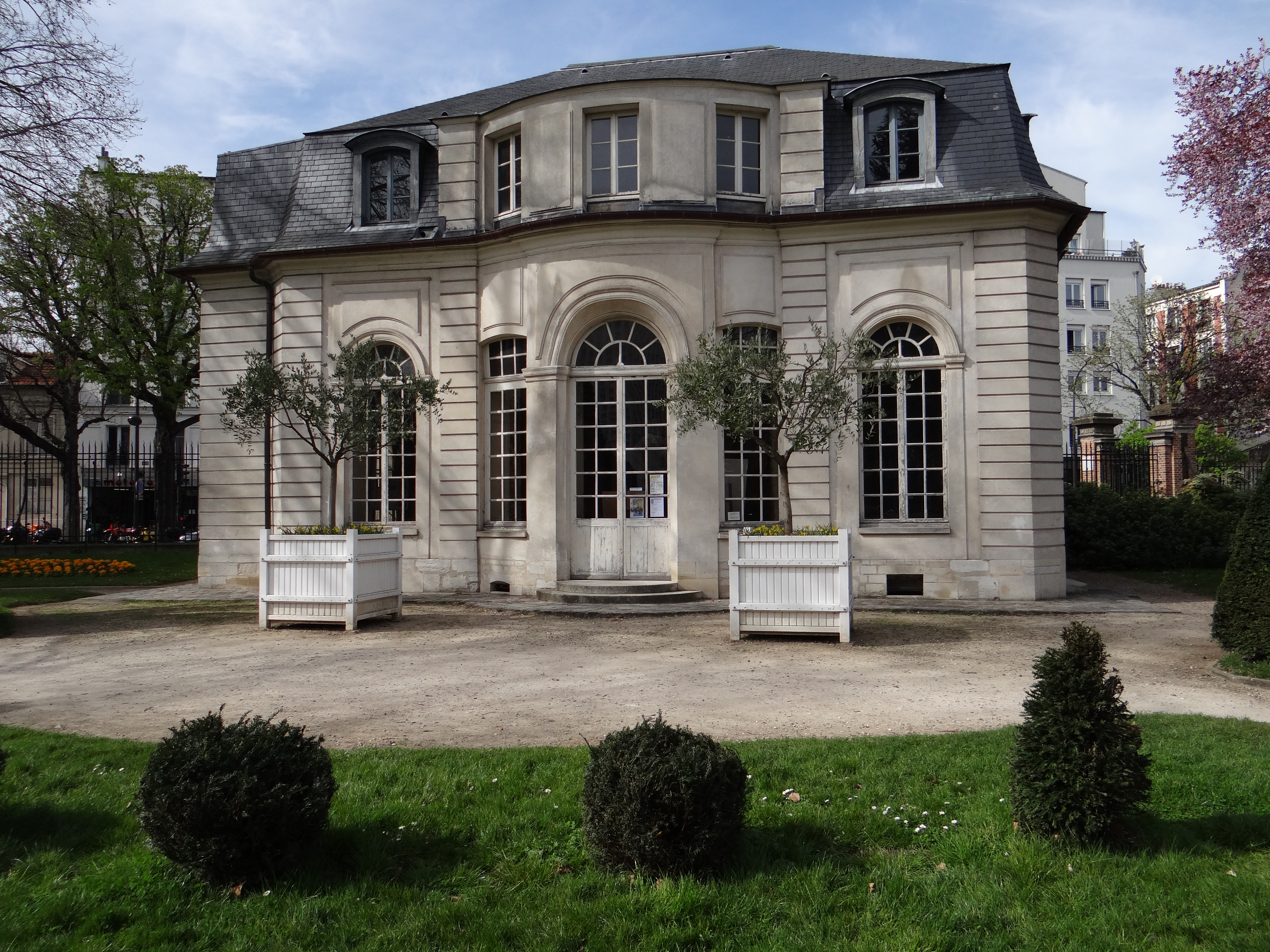
Pavilhão de L'Ermitage, reminiscência do Château de Bagnolet ainda existente no 20.º arrondissement de Paris

É apenas a partir de 1719 que Bagnolet se tornará célebre. Neste ano começam as construções do Château de Bagnolet, pertencente à duquesa de Orleans, esposa de Filipe de Orleans, que foi o regente da França de 1715 a 1723 durante a menoridade de Luís XV. A sede do château estava localizada onde atualmente está situado o hotel Novotel de Bagnolet. Tratava-se de um lugar muito apreciado pela aristocracia da época, lugar de encontros culturais e galantes, cujos parques, imensos, atingiam 60 hectares. Em 1769, o duque vende o castelo e o parque ao último senhor de Bagnolet, François Ageron. O domínio começa a ser loteado em 1770 e o château é revendido em 1781, e depois demolido. A única estrutura do castelo que ainda existe hoje em dia é o Pavilhão de l'Ermitage, visitável atualmente no número 148 da rue de Bagnolet, cujos domínios se encontram hoje dentro do 20.º arrondissement de Paris.

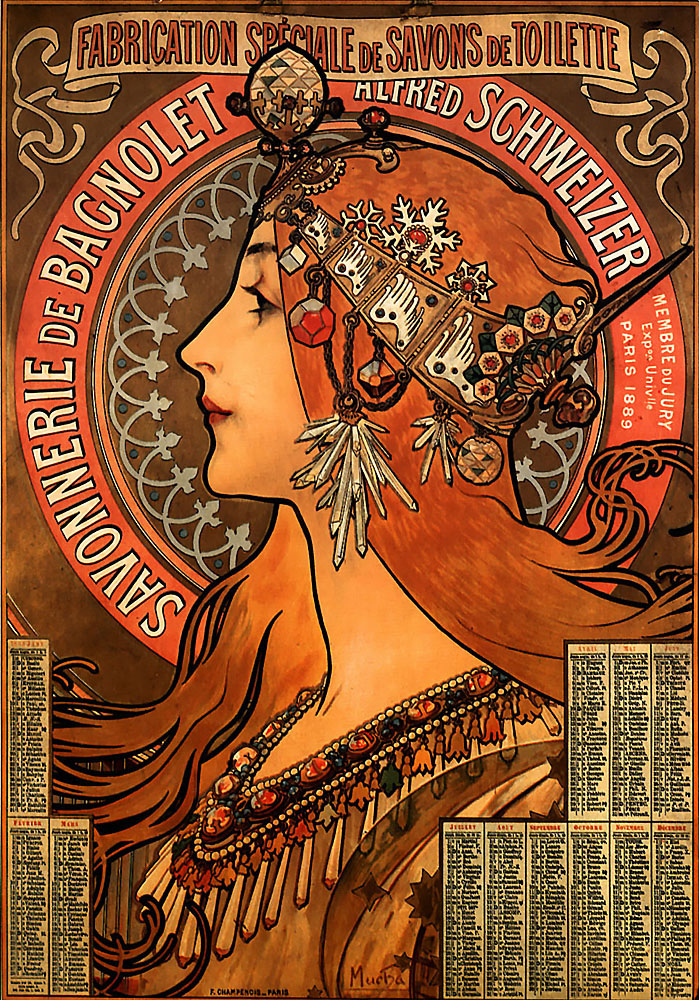
Cartaz publicitário da Savonnerie de Bagnolet criado por Alfons Mucha

Em 1792, o povoado de Ménilmontant, que era submetido à paróquia de Bagnolet, passa a ser associado à Belleville, primeira de uma série de transformações que a vila sofrerá a partir do século XIX. Foi a partir deste século que trabalhos gigantescos de reurbanização de Paris conduzidos por Haussmann, somados à construção do Metrô de Paris, e à aurora da era industrial, provocam o crescimento da população operária da região parisiense, que rapidamente superlota as vilas limítrofes de Paris.
É justamente no período de 1875-1910 que Bagnolet conhece um "boom" demográfico, passando de 2 600 habitantes a 16 000. A vila se desenvolve, novos bairros são criados e oficinas e indústrias ali se instalam. Na virada do século XX, ficou famoso o sabonete de Bagnolet, fabricado pela Savonnerie de Bagnolet, uma destas indústrias. Por causa destas transformações, a municipalidade começa a encontrar dificuldade em adaptar às infraestruturas municipais à nova demografia da vila. Em virtude da situação social e econômica do lugar, que favorecia os movimentos sindicais, a vila se tornará também um forte reduto comunista-operário nas primeiras décadas do século XX.
A partir da segunda metade do século XX, transformações urbanísticas importantes começam a acontecer em Bagnolet. O plano de reurbanização da região parisiense prevê no território de Bagnolet a implantação de um tronco rodoviário unindo o Boulevard periférico com a autoestrada A3 que liga Paris ao norte da França. O entroncamento corta e desfigura o centro da cidade. Em 1971 chega também à cidade o metrô parisiense, com o prolongamento da linha 3 à estação Gallieni.

## Economia

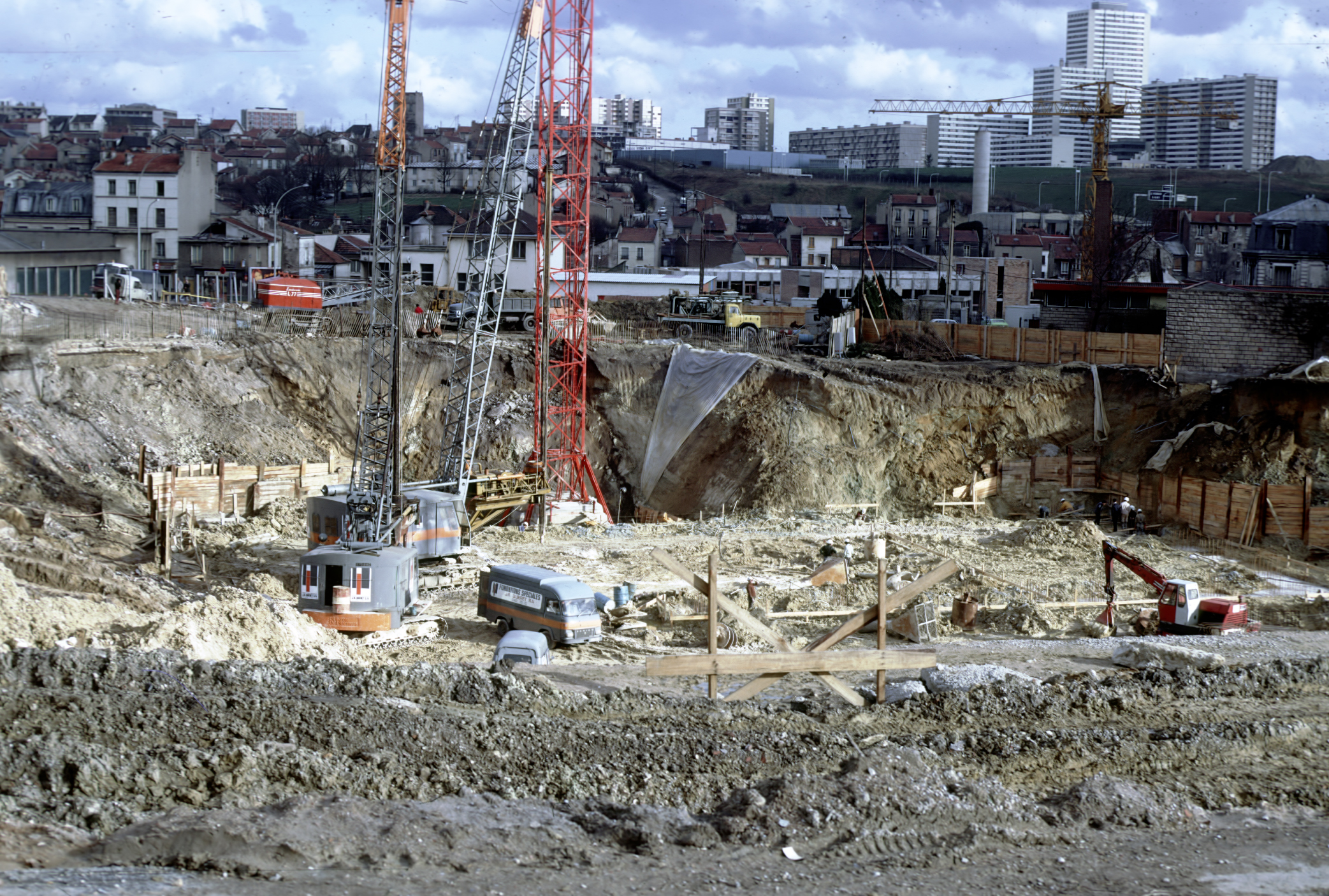
Plano de criação do centro de negócios do leste de Paris, na década de 1970, que por causa da crise do petróleo foi interrompido e deixou apenas algumas torres em Bagnolet

A economia de Bagnolet é amplamente baseada no setor terciário, que corresponde às atividades de comércio de bens e à prestação de serviços.

Com a facilidade de acesso à vila, começa a partir da década de 1970 um programa de construção de imóveis de escritórios no leste de Paris, que passaria a ser concebido como um novo bairro de negócios da capital, numa tentativa de equilibrar-se com o bairro de negócios de La Défense, situado na geograficamente oposta extremidade oeste de Paris. Entretanto, este projeto foi abruptamente interrompido pelo primeiro choque petrolífero da década de 1970. Assim, foram apenas construídas de maneira isolada as Torres Gallieni (1975) e as Torres Mercuriales (1977). Ainda assim, os prédios cobrem 100 000 m² de área comercial, e permitiram uma vasta implantação econômica do setor terciário na vila, levando à criação de milhares de empregos. A arquitetura das Torres Mercuriales é inspirada na arquitetura dos primeiros prédios gêmeos (hoje destruídos) do World Trade Center (em Nova Iorque), que foi uma tendência arquitetônica forte na década de 70. As torres são também um polo importante de emissões radiofônicas através de suas antenas. A silhueta das torres gêmeas passaram a ser o ponto de referência e o símbolo de Bagnolet, podendo serem avistadas de diversos pontos de Paris e da aglomeração parisiense. Elas são o terceira edificação mais alta da região da Île-de-France.
A partir da década de 1990 um grande número de hotéis começa a surgir na cidade, em virtude da proximidade imediata com Paris, contando atualmente a cidade com mais de 1900 quartos de hotel.

## Cultura local e patrimônio
- A Igreja Saint-Leu-Saint-Gilles datando do século XVI, inscrita nos Monumentos históricos em 1977.
- Igreja Notre-Dame-de-Pontmain, construída entre 1927 e 1931.
- A Résidence du Parc de la Noue, um grande conjunto de condomínios situado no limite com Montreuil.
- O Château de Bagnolet, construído no século XVII, foi destruído no início do século XIX.
- O Château de l'étang.
- As Torres Mercuriales, torres gêmeas de escritórios localizadas perto de Porte de Bagnolet e delimitadas pela Rodovia A3 e pelo Boulevard périphérique.
- O Parc Départemental Jean-Moulin, com a escultura monumental de Ipoustéguy, À la santé de la Révolution, erguida para o bicentenário da Revolução. Este parque acaba de ser conectado com o de Les Guilands de Montreuil, a fim de criar o Parc Départemental Jean-Moulin - Les Guilands.